# Брешомон
Брешомо́н (фр. Bréchaumont) — коммуна на северо-востоке Франции в регионе Гранд-Эст (бывший Эльзас — Шампань — Арденны — Лотарингия), департамент Верхний Рейн, округ Альткирш, кантон Мазво. До марта 2015 года коммуна административно входила в состав упразднённого кантона Данмари (округ Альткирш).
Площадь коммуны — 6,51 км², население — 394 человека (2006) с тенденцией к росту: 423 человека (2012), плотность населения — 65,0 чел/км².

## Население
Численность населения коммуны в 2011 году составляла 420 человек, а в 2012 году — 423 человека.
| 1962 | 1968 | 1975 | 1982 | 1990 | 1999 | 2006 | 2011 | 2012 |
| ---- | ---- | ---- | ---- | ---- | ---- | ---- | ---- | ---- |
| 232  | 243  | 270  | 339  | 351  | 345  | 394  | 420  | 423  |

Динамика населения:

## Экономика
В 2010 году из 258 человек трудоспособного возраста (от 15 до 64 лет) 188 были экономически активными, 70 — неактивными (показатель активности 72,9 %, в 1999 году — 63,9 %). Из 188 активных трудоспособных жителей работали 165 человек (87 мужчин и 78 женщин), 23 числились безработными (12 мужчин и 11 женщин). Среди 70 трудоспособных неактивных граждан 20 были учениками либо студентами, 30 — пенсионерами, а ещё 20 — были неактивны в силу других причин.
На протяжении 2011 года в коммуне числилось 175 облагаемых налогом домохозяйств, в которых проживало 412 человек. При этом медиана доходов составила 22850 евро на одного налогоплательщика.